# Блумфілд Тауншип (округ Бедфорд, Пенсільванія)
Блумфілд Тауншип (англ. Bloomfield Township) — селище (англ. township) в США, в окрузі Бедфорд штату Пенсільванія. Населення — 1041 особа (2020).

## Демографія
Згідно з переписом 2010 року, у селищі мешкало 1016 осіб у 350 домогосподарствах у складі 286 родин. Було 373 помешкання
Расовий склад населення:
| - 98,8 % — білих - 0,1 % — корінних американців |

До двох чи більше рас належало 1,1 %. Частка іспаномовних становила 0,4 % від усіх жителів.
За віковим діапазоном населення розподілялося таким чином: 27,4 % — особи молодші 18 років, 61,5 % — особи у віці 18—64 років, 11,1 % — особи у віці 65 років та старші. Медіана віку мешканця становила 40,7 року. На 100 осіб жіночої статі у селищі припадало 103,2 чоловіків;  на 100 жінок у віці від 18 років та старших — 100,0 чоловіків також старших 18 років.
Середній дохід на одне домашнє господарство  становив 74 621 долар США (медіана — 57 411), а середній дохід на одну сім'ю — 82 723 долари (медіана — 62 708). Медіана доходів становила 39 583 долари для чоловіків та 27 500 доларів для жінок. За межею бідності перебувало 16,7 % осіб, у тому числі 30,2 % дітей у віці до 18 років та 10,9 % осіб у віці 65 років та старших.
Цивільне працевлаштоване населення становило 531 особа. Основні галузі зайнятості: сільське господарство, лісництво, риболовля — 16,8 %, освіта, охорона здоров'я та соціальна допомога — 15,6 %, роздрібна торгівля — 13,9 %.